# كيرك كوكس
كيرك كوكس (بالإنجليزية: Kirk Cox)‏ هو سياسي أمريكي، ولد في 17 أغسطس 1957 ببطرسبرغ في الولايات المتحدة. حزبياً، نشط في الحزب الجمهوري.

## وصلات خارجية
- الموقع الرسمي

لم يتم العثور على روابط لمواقع التواصل الاجتماعي.